# Georges Gachot
Georges Gachot (* 8. Oktober 1962 in Neuilly-sur-Seine) ist ein Filmregisseur französischer und schweizerischer Nationalität, der seit 1990 Dokumentarfilme über Musik realisiert.

## Leben
Georges Gachot übersiedelte im Alter von 18 Jahren von Paris in die Schweiz. Sein Studium als Elektroingenieur an der ETH Zürich schloss er 1988 mit dem Diplom ab. Seiner Leidenschaft für das Klavier und die Musikwissenschaft folgend, arbeitete er später beim Musik-Label Naxos. Im Auftrag von Europäischen Fernsehsendern (ARTE, ZDF, BR, WDR...) begann Gachot, Filmporträts von Komponisten und Interpreten zu drehen, und ab 1996 produzierte er seine eigenen Filme mit Kinoauswertungen. Zu seinen bekanntesten Werken gehören Porträts von Martha Argerich (2002 mit dem Prix Italia ausgezeichnet), Dr. Beat Beatocello Richner mit seinen Kinderspitälern Kantha Bopha in Kambodscha und seine quadrilogy über die brasilianische Musik, MPB. Sein neues Werk „Misty – The Erroll Garner Story“ widmet er dem Idol seiner Jugend, dem Jazzpianisten Erroll Garner.

## Filmografie
- 1989: Petite histoire symphonique racontée par Anton Dvorak (Kurzfilm)→ Antonín Dvořák
- 1990–1993: Video Classics for Naxos
- 1993: Holy Russia, Celebrates The Festival Of Christmas
- 1994: Santa Fe, with Pinchas Zukerman & Marc Neikrug → Pinchas Zukerman, Marc Neikrug
- 1995: Wilhelm Killmayer, a german composer → Wilhelm Killmayer
- 1996: Carl Loewe „Und er singt die neue Weise...“ → Carl Loewe
- 1996: Grace Bumbry „What a lucky girl I am...“ → Grace Bumbry
- 1997: Bach at the Pagoda  → Dr. Beat "Beatocello" Richner
- 1997: Les marées (Tides, Gezeiten)
- 1999: Kultur Für Alle
- 1999: Concerto Cantabile, Rodion Shchedrin → Rodion Shchedrin
- 1998: Wilfried Hiller, ein musikalischer Geschichtenerzähler → Wilfried Hiller
- 2000: Claude Debussy „Music can’t be learnt...“ → Claude Debussy
- 2000: ... And The Beat Goes On → Dr. Beat "Beatocello" Richner
- 2002: Depardieu goes for Beatocello
- 2002: Martha Argerich, Conversation nocturne → Martha Argerich
- 2004: Geld oder Blut (Money or Blood) → Dr. Beat "Beatocello" Richner
- 2005: Maria Bethânia, música é perfume → Maria Bethânia
- 2007: 15 Jahre Kantha Bopha  → Dr. Beat "Beatocello" Richner
- 2010: Rio Sonata, Nana Caymmi → Nana Caymmi
- 2012: L’ombrello di Beatocello → Dr. Beat "Beatocello" Richner (Filmplakat, Online-Video SRF)
- 2016: Boites à musiques (Kurzfilm)
- 2018: Wo bist du, João Gilberto? → João Gilberto
- 2023: Beat Richner's Legacy
- 2024: Misty - The Erroll Garner Story (To be released in 2024) → Erroll Garner
- 2025: UNISONO mit dem Jugendsinfonieorchester Aarau JSAG und dem finnischen Komponisten Iiro Rantala.